# L'Ingénue de Vienne
Pour plus de détails, voir Fiche technique et Distribution.
L'Ingénue de Vienne (Die unentschuldigte Stunde) est un film autrichien réalisé par Willi Forst sorti en 1957.

## Synopsis
Brigitte « Biggi » Jäger, étudiante, est allée à nouveau à un concert de Herbert von Karajan au lieu d'étudier la chimie. Alors qu'elle doit être interrogée par le professeur Adamek le lendemain, elle fait semblant d'être malade, sachant qu'elle peut facilement obtenir un certificat de son médecin de famille. Cependant, il est lui-même malade. Elle se tourne alors vers le docteur Hans Weiringk, qui fait des recherches dans la clinique privée de son célèbre père. Il se rend vite compte que Biggi n'est pas malade et refuse de délivrer un faux certificat. Biggi, d'autre part, qui est tombé amoureux de Hans, étudie maintenant dur et est parfaite pour le prochain examen de chimie. Comme elle n'a pas le certificat, elle risque d'échouer en raison d'une note de conduite insuffisante. Entre-temps, Hans a l'ordre de son père de rendre visite à Biggi pour un suivi, car sa meilleure amie lui avait dit que Biggi était vraiment malade ; en fait, Biggi eut du mal à se concentrer, car elle est tellement amoureuse. Hans rend visite à Biggi ; à la fin ils s'embrassent, Biggi obtient son certificat et peu de temps après, le mariage a lieu dans le cercle familial le plus proche.
Biggi est maintenant Mme Weiringk, a un homme qui a beaucoup d'argent, une grande maison avec une femme de ménage et un cabriolet. Seul son mari Hans est si rarement à la maison à cause de tous les travaux de recherche qu'ils n'ont même pas rattrapé leur lune de miel. Lorsque Hans annule le voyage déjà prévu en Espagne parce qu'il a accepté un poste de chargé de cours, Biggi décide secrètement de retourner dans son école et d'obtenir ma maturité. Seules sa meilleure amie et sa gouvernante sont au courant de son plan ; ses camarades de classe et les professeurs, mais aussi Hans, ne savent rien.
La directrice prend bientôt Biggi à part, car ses performances dans de nombreuses matières sont pires que la moyenne. Biggi lui raconte son besoin d'émancipation de son rôle de femme à la maison. La directrice loue son engagement et la soutient en organisant pour elle un tuteur en mathématiques, Fabian. Cependant, il tombe amoureux de Biggi et, dans l'engouement, ne peut rien lui faire apprendre. Ses notes peu avant l'examen final ne sont pas assez bonnes pour permettre à Biggi de passer la maturité. Le directeur souligne qu'il faut toujours tenir compte des circonstances dans lesquelles les notes ont été obtenues. Le professeur Adamek, qui a vu Biggi dans un bar avec Hans un soir, annonce qu'il rendra visite à Biggi chez Weiringk, pour vérifier par lui-même à quel point elle est stressée par le ménage. Aichinger, le surveillant général, veut avertir Biggi de la visite d'Adamek et finit par voir Biggi et Hans assis sur la terrasse de leur villa, buvant du champagne et s'embrassant. En fait, le suspicieux Hans venait d'apprendre par Fabian que Biggi étudiait pour la maturité, qu'elle veut passer le lendemain, et est soulagé que sa nature nerveuse des dernières semaines n'ait rien à voir avec un autre homme.
Le personnel enseignant pense maintenant que Biggi entretient une relation immorale avec son employeur et la convoque le lendemain. Hans est également invité, mais en raison d'une confusion, l'invitation va à son père, qui apparaît à l'école. Lorsque Biggi est confrontée à l'accusation de comportement impudique, elle s'évanouit. Son beau-père est lui aussi médecin et l'examine. Pendant ce temps, Hans, qui voulait en fait venir à la soirée de remise des diplômes en secret, est retrouvé par Aichinger et est interrogé par le personnel enseignant sur sa relation avec Biggi. Il joue le jeu avec amusement et à la fin révèle à tout le monde que lui et Biggi sont mariés. Biggi reçoit maintenant son certificat de maturité. Le directeur s'excuse personnellement auprès d'elle pour l'erreur de jugement de l'ensemble du personnel enseignant. Cependant, ce sera le dernier jour de Biggi au lycée : son beau-père lui dit la raison de son évanouissement : elle est enceinte.

## Fiche technique
- Titre français : L'Ingénue de Vienne[1]
- Titre original : Die unentschuldigte Stunde
- Réalisation : Willi Forst
- Scénario : Willi Forst, Kurt Nachmann
- Musique : Heinz Sandauer (de)
- Direction artistique : Isabella Schlichting, Werner Schlichting
- Costumes : Charlotte Flemming
- Photographie : Günther Anders
- Son : Herbert Janeczka
- Montage : Herma Sandtner
- Producteur : Herbert Gruber
- Société de production : Sascha-Film
- Société de distribution : Herzog Filmverleih
- Pays d'origine :  Autriche
- Langue : allemand
- Format : Noir et blanc - 1,37:1 - Mono - 35 mm
- Genre : Comédie
- Durée : 94 minutes
- Dates de sortie :
  - Allemagne de l'Ouest : 29 août 1957.
  - Suède : 24 février 1958.
  - Espagne : 28 avril 1958.
  - Finlande : 2 janvier 1959.
  - France : 12 août 1959[1].

## Distribution
- Erika Remberg : Brigitte « Biggi » Jäger, épouse Weiringk
- Adrian Hoven : Hans Weiringk
- Hans Moser : Aichinger
- Rudolf Forster: Weiringk père
- Chariklia Baxevanos : Elfriede Dolleschal
- Josef Meinrad : Fabian
- Alma Seidler : Resi
- Erik Frey : Adamek, professeur
- Elisabeth Epp : Mme Altringer, professeure
- Ursula Herking : Mme Moritz
- Elisabeth Markus : la directrice d'école
- Senta Berger : une lycéenne
- Uwe Friedrichsen : Hans Oblatek, étudiant
- Gisela Wessel : Kritschke, étudiante
- Alice Treff : Mme Haslinger
- Karl Schönböck : Hans Weiringer, professeur
- Lotte Brackebusch : Mme la directrice Kandler
- Reinhold Nietschmann : Hugo Jäger
- Liselotte Willführ : Mme Weide, professeur
- Ruth Grossi : Mia
- Ruth Poelzig : Martha Jäger
- Herbert Wilk : Slatnik, professeur
- Friedrich Jores : Schmidt
- Sylvia Lydi : Mme Mornau, professeure
- Harry Payer : Jäger père
- Anni Schönhuber : la professeure d'éducation physique
- Kitty Stengl : Jäger mère

## Production
Le film est basé sur la pièce de théâtre Die unentschuldigte Stunde de Stefan Bekeffi (hu) et Adorján Stella (hu). Elle fut déjà adaptée sous le même titre pour la première fois en 1937 par E. W. Emo. Dans les deux adaptations cinématographiques, Hans Moser joue un second rôle.
Die unentschuldigte Stunde est réalisé dans le studio de Sievering de Wien-Film.